# Yoland Levèque
Yoland Levèque (ur. 17 kwietnia 1937 w Mont-Saint-Quentin, zm. 29 października 2011 w Amiens) – francuski bokser.
Boks zaczął trenować w wieku 16 lat. Jego trenerami byli Paul Goujout, Robert Villemain i Jean Bretonnel.
W 1960 wystąpił na igrzyskach olimpijskich w wadze średniej, zajmując 17. miejsce po porażce w pierwszej rundzie zmagań z reprezentantem ZSRR Jewgienijem Fieofanowem, późniejszym brązowym medalistą.
W latach 1960–1970 walczył zawodowo w wadze superpółśredniej, a potem średniej, łącznie odbywając 46 walk, z których 34 wygrał, 11 przegrał i 1 zremisował.
Zmarł 29 października 2011 w Amiens.